# Cancrisilita
La cancrisilita és un mineral de la classe dels silicats que pertany al grup de la cancrinita. Va ser anomenada en al·lusió al seu alt contingut de silici en comparació a la cancrinita, que té més alumini. Va ser descoberta al mont Al·luaiv, al districte de Lovozero (óblast de Múrmansk, Rússia). També ha estat descrita a la pedrera Poudrete, a Montérégie (Quebec, Canadà).
És un tectosilicat de fórmula química Na₇(Si₇Al₅)O₂₄(CO₃)·3H₂O. Cristal·litza en el sistema hexagonal. La seva duresa a l'escala de Mohs és 5.
Segons la classificació de Nickel-Strunz, la cancrisilita pertany a «09.FB - Tectosilicats sense H₂O zeolítica amb anions addicionals» juntament amb els següents minerals: afghanita, bystrita, cancrinita, davyna, franzinita, giuseppettita, hidroxicancrinita, liottita, microsommita, pitiglianoïta, quadridavyna, sacrofanita, tounkita, vishnevita, marinellita, farneseïta, alloriïta, fantappieïta, cianoxalita, balliranoïta, carbobystrita, depmeierita, kircherita, bicchulita, danalita, genthelvita, haüyna, helvina, kamaishilita, lazurita, noseana, sodalita, tsaregorodtsevita, tugtupita, marialita, meionita i silvialita.